# Železné jádro

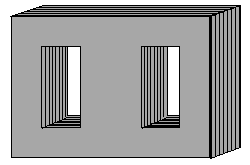
Jádro trafa složené z plechů

Jádro trafa skládané, s vyznačením vzduchové mezery

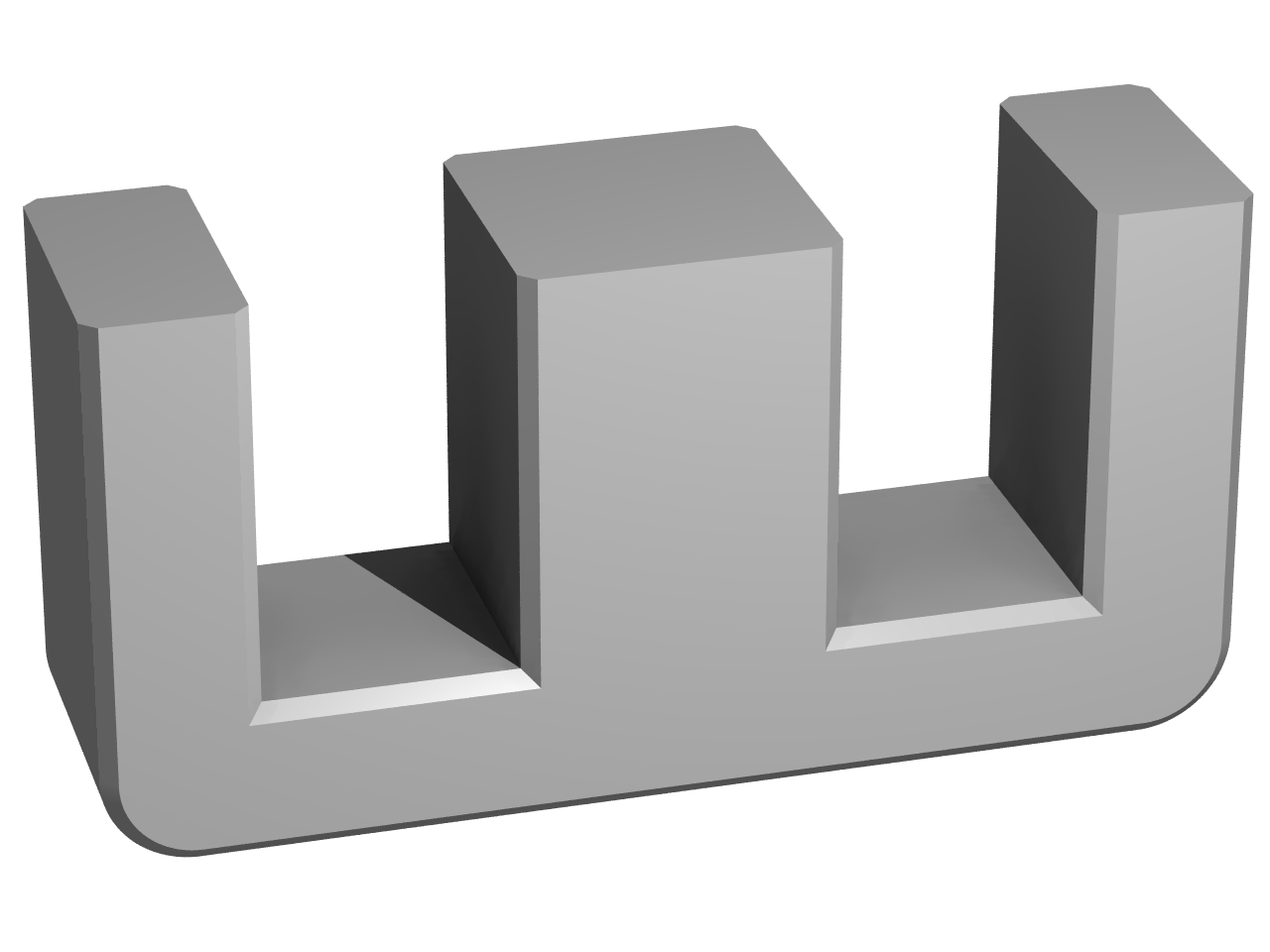
Polovina feritového jádra tvaru EE

Železné jádro je v elektrotechnice konstrukce z magneticky měkkých feromagnetických materiálů, kterou je možno snadno přemagnetovat. Hlavním úkolem jádra (ve spojení s cívkami protékanými proudem) je koncentrovat a vést magnetický tok, zvětšovat indukčnost cívky a magnetickou indukci. Pro stejnosměrné aplikace může být jádro vyrobeno z plného - masivního materiálu (litiny). Pro střídavé magnetické obvody (průmyslového kmitočtu) jsou jádra sestavena ze vzájemně izolovaných transformátorových plechů s úzkou hysterezní smyčkou a s co nejvyšším ohmickým odporem materiálu. Pro vysokofrekvenční obvody jsou jádra zhotovena lisováním z feritového prášku. Důvodem je omezení ztrát vířivými proudy v jádru.

## Fyzikální základy
Elektrický proud procházející vodičem vytváří kolem vodiče magnetický tok - magnetické pole. Vytvoříme-li z vodiče cívku, dojde ke koncentraci magnetického toku jednotlivých vodičů - závitů. Zesílení magnetického pole dosahuje u vhodných látek až 10 000 násobku. Jádro transformátoru určuje vazbu mezi vinutími.
Pouze feromagnetické látky obsahují v molekule, při teplotách nižších než Curieho teplota, molekulární magnety (Curieho teplota železa je 768 stupňů Celsia).
Feromagnetické jádro cívky (železo, nikl, kobalt) má oproti okolí (vzduch) větší magnetickou vodivost (permeabilitu) a tím určuje a koncentruje magnetický tok a většině magnetického toku určuje směr a cestu kudy má protékat. Zbývající část toku se uzavírá rozptylovými cestami. Rozptylový magnetický tok je poměrně malý, pokud hodnoty magnetické indukce nepřekročí bod ohybu hystrerezní křivky. V této části má hysterezní křivka lineární průběh. Rozptylový magnetický tok velmi značně naroste, pokud magnetická indukce překročí bod ohybu hysterezní křivky. Při vysokých hodnotách magnetické indukce se další narůstající tok uzavírá jen rozptylovými cestami. Tento stav je označován jako stav nasycení, permeabilita se redukuje na permeabilitu vakua.
Minimálního rozptylového toku u jader je dosahováno u prstencového tvaru jádra označované jako toroidní jádro.

## Konstrukce železných jader
Při konstrukci železných jader je třeba zvážit různé magnetické veličiny:
- Intenzitu magnetického pole "H"
- Magnetickou indukci "B"
- Indukčnost "L"
- Ztráty vířivými proudy
- Permeabilitu (magnetickou vodivost jádra) (permeabilita vakua, relativní a komplexní) "μ"
- Magnetický tok "Φ"
- Šířka a poloha kolen magnetizační hysterezní smyčky

V závislosti na předpokládaném použití se feromagnetická jádra vyrábějí z různých materiálů. Zde je důležité volit takový materiál, aby docházelo k co nejmenším ztrátám v železe a minimálního rozptylu. Vlastnosti materiálu je možné vyčíst z hysterezní křivky. Aby bylo působení jádra optimalizováno, zhotovuje se vinutí cívek tak, aby vazba mezi cívkami byla těsná (cívky se vinou na sebe) a současně aby zůstal co nejmenší volný prostor mezi jádrem a kostrou cívky. V některých případech požadujeme volnou vazbu, například u svařovacího transformátoru, kde primární a část sekundárního vinutí jsou uloženy na protilehlé straně jádra.

## Jádra pro cívky sestejnosměrným proudem
Protože při průtoku stejnosměrného proudu nevznikají vířivé proudy, mohou být feromagnetická jádra zhotovena z masivního železa. Tato masivní jádra mohou být zhotovena například z litiny nebo oceli. Přesto jsou v některých případech tato jádra zhotovována z plechů. U stejnosměrných (komutátorových) motorů může být magnetický obvod statoru (buzení) zhotoven z plného materiálu. Kotva (rotor) musí být vždy sestavena z transformátorových plechů. U malých stejnosměrných motorů bývají jako póly často použity permanentní magnety.

## Jádra pro cívky s nízkofrekvenčním střídavým proudem
Ztráty vířivými proudy rostou kvadraticky s frekvencí. Vlivem vířivých proudů se v jádru vyvíjí tepelná energie, jádro se zahřívá a snižuje množství energie přenesené magnetickým tokem. U masivních jader magnetovaných střídavým proudem je značná část energie zmařena v jádru, které se tak silně zahřívá. To je důvod, proč se jádra pro snížení ztrát zhotovují z tenkých a vzájemně elektricky izolovaných plechů. Z těchto plechů se podle požadovaného využití vystřihují potřebné tvary (M - EI - UI), nebo se z pásků navíjejí uzavřená jádra (toroid - Unicore - C-jádro).

## Jádra pro cívky s vysokofrekvenčním střídavým proudem
Pro použití ve vysokofrekvenční oblasti se jádra lisují ze směsi železného prachu a izolační spékací hmoty. Jde o takzvané ferity. Ferity se chovají stejně jako ostatní feromagnetické materiály, ale díky použitému výrobnímu procesu (sintrování) mají velmi nízkou elektrickou vodivost především mezi jednotlivými zrny. Díky nízké elektrické vodivosti v nich při vysokých frekvencích vznikají zanedbatelné ztráty vířivými proudy.

## Příklady použití feromagnetických jader
- Transformátor
- Tlumivka
- Elektromotor
- Relé
- Stykač
- Elektromagnet
- Elektrický generátor